# Paportno-Sopotnik
Paportno-Sopotnik – wieś w Polsce położona w województwie podkarpackim, w powiecie przemyskim, w gminie Fredropol.
Administracyjnie wieś jest częścią sołectwa Makowa.
W latach 1975–1998 miejscowość administracyjnie należała do województwa przemyskiego.
Dawniej dwie odrębne wsie: Paportno – szlachecka wieś prywatna Herburtów, położona na przełomie XVI i XVII wieku w powiecie przemyskim ziemi przemyskiej województwa ruskiego – oraz Sopotnik.
Mieszkańcy obydwu wsi w latach 1945–1946 zostali wysiedleni do ZSRR. Od końca lat 60. XX wieku wieś znajdowała się na terenie „państwa arłamowskiego”.